# Kalu Coelho
Ana Carolina Cruz de Freitas Coelho (Campos dos Goytacazes, 1977), conhecida por Kalu Coelho, é uma compositora, violonista e educadora brasileira. É a filha caçula da diretora de teatro, Ana Coelho, e do professor e presidente da Academia Campista de Letras, Hélio Coelho. Aos 20 anos foi estudar música na UniRio, onde se formou em licenciatura em Musica.
Faz parte da nova geração de compositores cariocas influenciados pelo compositor Guinga, teve, em seu cd de estréia, a participação deste compositor, assim como também a de Filó Machado. Tem parcerias com Mauro Aguiar, Paloma Espínola, Gabriela Buarque, Lili Araújo, todos também desta nova geração de compositores. Os arranjos do primeiro disco são de Henrique Band, e tem a música brasileira instrumental como base, desde a bossa nova ao baião, passando ainda pelo tango e outros ritmos.

## Músicas do cd Kalu Coelho
lançou seu primeiro CD no Teatro Trianon, com direção musical de Henrique Band.